# Cambalida
Cambalida es un género de arañas araneomorfas de la familia Corinnidae. Se encuentra en África Occidental.

## Lista de especies
Según The World Spider Catalog 12.0:
- Cambalida coriacea Simon, 1910
- Cambalida fulvipes Simon, 1910
- Cambalida insulana Simon, 1910